# إيمي كاس
إيمي كاس (بالإنجليزية: Amy A. Kass)‏ هي مُدرسة أمريكية، ولدت في 17 سبتمبر 1940، وتوفيت في 19 أغسطس 2015 بسبب ابيضاض الدم.

## وصلات خارجية
- الموقع الرسمي